# Wim Bravenboer
Wim Bravenboer (Den Haag, 7 september 1946 – Oud-Beijerland, 23 april 2025) was een Nederlands baan- en wegwielrenner.

## Biografie
In 1970 won Bravenboer de derde etappe in de Olympia's Tour vanuit de kopgroep, terwijl Hennie Kuiper de oranje leiderstrui overnam. Later dat jaar maakte Bravenboer de overstap naar de profs toen hij voor het Belgisch-Nederlandse Flandria-Mars, waar ook Joop Zoetemelk voor reed, tekende. Na anderhalf seizoen bij die ploeg maakte hij de overstap naar de nieuwe Nederlandse ploeg Wybert-Läkerol. In 1972 kwam Bravenboer tijdens de eerste nacht van de zesdaagse van Groningen zwaar ten val, waarbij hij een schedelbasisfractuur, een kaakfractuur en een gebroken neusbeen opliep. Omdat hij ook driekwart van zijn gezichtsvermogen verloor, moest hij noodgedwongen een eind aan zijn carrière maken.
Op 23 april 2025 overleed Bravenboer op 78-jarige leeftijd. 

## Belangrijkste overwinningen
1970
3e etappe Olympia's Tour

## Ploegen
- 1970 –  Flandria-Mars (vanaf 1 augustus)
- 1971 –  Flandria-Mars
- 1972 –  Wybert-Läkerol